# Pënscherbaach
Der Pënscherbaach (auch: Pëntsch oder Pentsch) ist ein Fließgewässer in Luxemburg, welches aus dem Zusammenfluss des Lamichtsbaach und der Marbich (326 m) in der Nähe der Ortschaft Siebenaler (lux.: Siwwenaler, Gemeinde Munshausen, Kanton Clerf), entsteht und bei der Ortschaft Lellingen (lux.:Lellgen, Gemeinde Kiischpelt, Kanton Wiltz) in die Klerf (frz.: Clerve) mündet (289 m).

## Geographie

### Verlauf
Der Bach fließt über 3,9 km durch einen Teil des Gebiets von Ösling (lux.: Éislek), einem Ausläufer der Ardennen, in größeren und kleineren Windungen von Nordnordosten nach Südsüdwesten und nimmt nur wenige Gewässer auf, z. B. bei der Ortschaft Lellingen, kurz vor der Einmündung in die Klerf, den Lellgerbaach auf.

### Zuflüsse
- Weipeschbaach  (rechts), 0,7 km
- Lellgerbaach  (links)